# دینا پاول
دینا حبیب پاول (انگلیسی: Dina Powell؛ زادهٔ ۱۹۷۳ (۵۱–۵۲ سال)) یک مدیر اجرایی، سیاستگذار و نیکوکار اهل ایالات متحده آمریکا است. او یک مصری-آمریکایی است و رئیس بخش سرمایه‌گذاری ضربتی شرکت گلدمن ساکس، رئیس تعامل شرکت‌های بزرگ و مدیر بنیاد گلدمن ساکس است. پیش از آن و در زمان ریاست‌جمهوری جرج دابلیو بوش، پاول به عنوان دستیار وزیر امور خارجه در امور آموزشی و فرهنگی مشغول به کار بود. وی در ژانویه ۲۰۱۷ از سوی دونالد ترامپ به عنوان مشاور ارشد رئیس‌جمهور در طرح‌های اقتصادی برگزیده شد و از مارس ۲۰۱۷ تا ژانویه ۲۰۱۸ به عنوان قائم‌مقام دستیار امور امنیت ملی رئیس‌جمهور آمریکا خدمت کرد.
به دنبال استعفای نیکی هیلی از نمایندگی آمریکا در سازمان ملل، دونالد ترامپ گفت که دینا پاول را به عنوان گزینه‌ای برای این سمت در نظر دارد. پاول طی مدتی که  در سمت مشاور امنیت ملی در دولت ترامپ خدمت کرده شایستگی و تاثیرگذاری اش مورد توجه قرار داشت. با این حال،خبرگزاری‌ها اعلام کردند، پاول بارها نسبت به خلق و خوی ترامپ و تنظیم خصوصی او با موضوعاتی از جمله واکنش ترامپ نسبت به تظاهرات شارلوتسویل انتقاد کرده بود . به همین منظور پاول نسبت به ادامه حضور و ارتباطات حرفه‌ای‌اش با ترامپ که ممکن است به سابقه‌اش لطمه وارد کند ابراز نگرانی کرده بود . تا تاریخ ۱۱ اکتبر ۲۰۱۸، ترامپ کناره‌گیری پاول را مورد بررسی قرار نداده است.

## زندگی‌نامه
دینا حبیب در یک خانواده قشر متوسط مسیحی قبطی در قاهره مصر به دنیا آمد. پدر وی ارتشبد ارتش مصر بود و مادرش در دانشگاه آمریکا در قاهره یک دانشجو بود.

## دولت بوش

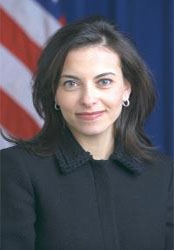
عکس رسمی در سال‌های حضور در کاخ سفید در دوران بوش

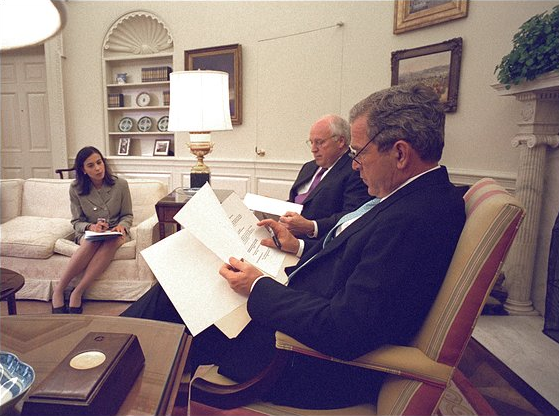
پاول در حال مرور مدارک در اتاق بیضی با رئیس‌جمهور بوش در ۲۰۰۵

### دفتر کارکنان کاخ سفید
پاول در زمان کار در کمیته ملی جمهوری‌خواه مورد توجه کلی جانسون قرار گرفت که بعدها مسئول استخدام دولت جرج دابلیو بوش شد. جانسون یک روز پس از انتخابات سال ۲۰۰۰ پاول را به عنوان قائم مقام دستیار رئیس‌جمهور برای کارکنان ریاست جمهوری استخدام کرد.

### وزارت امور خارجه
در مارس ۲۰۰۵ پاول به عنوان دستیار امور آموزشی و فرهنگی وزیر امور خارجه نامزد شد. این مسئولیت شامل نوعی سفارت در جهان عرب زبان بود. این خبر او را به نوعی ابرستاره در مصر تبدیل کرد. وزیر امور خارجه کاندولیزا رایس مسئولیت معاونت دیپلماسی عمومی وزیر امور خارجه را نیز به پاول داد.
او در این دوره شراکت‌های دولتی خصوصی متعددی بین ابرشرکت‌های آمریکایی و نهادهای خارجی برقرار کرد، از جمله شراکت بین آمریکا و لبنان پس از جنگ ۲۰۰۶ اسرائیل و لبنان که در پی بازسازی اقتصاد این کشور بود. علاوه بر این او تبادلاتی فرهنگی بین آمریکا و ایران برقرار کرد، از جمله آوردن پزشکان ایرانی به آمریکا و اعزام تیم کشتی آمریکا به ایران. او همچنین بانی آوردن دانشوران از دیگر کشورها به آمریکا بود.